# Шоштань (община)
Общи́на Шо́штань (словен. Občina Šoštanj) — одна з общин у центральній Словенії. Адміністративним центром є місто Шоштань. Економіка общини переважно полягає в наданні послуг і промисловості, особливо у виробництві електроенергії на теплових електростанціях.

## Населення
У 2011 році в общині проживало 8744 осіб, 4508 чоловіків і 4236 жінок. Чисельність економічно активного населення становить 3665 осіб. Середня щомісячна чиста заробітна плата одного працівника — 1044,68 євро (в середньому по Словенії 987,39). Приблизно кожен другий житель у громаді має автомобіль. Середній вік жителів — 41,0 рік (у середньому по Словенії 41,8). 